# El rei Muguet
El rei Muguet (títol original: Le Roi Muguet) és un telefilm francès dirigit per Guy Jorré el 1979. Ha estat doblada al català.

## Argument
Muguet, alcoholitzat, és hospitalitzat a conseqüència d'un malestar. Els metges diagnostiquen càncer del fetge. El Doctor Rochard li proposa curar-lo amb una nova tècnica, l'"hemodiàlisi". Accepta el tractament i es converteix en un conillet d'índies mediatitzat per la premsa i la televisió. Entre Muguet, el metge i la seva ajudanta Valérie es crea una relació estranya a l'interior de l'hospital.

## Repartiment
- Jacques Dufilho: Muguet
- Pierre Santini: Dr. Xavier Rochard
- Lyne Chardonnet: Valérie
- Alain Nobis: El director
- Annick Allières: Angèle
- Solange Boulanger: Carole
- Nono Zammit: el cunyat
- Marius Laurey: Un malalt
- Max Desrau: Un malalt
- Jean-Michel Molé: L'editor
- Yvonne Dany: La religiosa
- Monic Dartbois: La cliente del cabaret
- Daniel Dhubert: Un periodista
- Michèle Dubois: Una venedora
- Gilles Guillot: Un periodista
- Michèle Hamelin: La secretària
- Jeanne Herviale: La cuinera
- Jean-Louis Legoff: el client
- Liliane Litchi: Una infermera
- Monique Martial: Una periodista
- Jean Michel: el barman
- Guy Minot: L'infermer
- Paul Rieger: Un periodista
- Mathé Souverbie: La venedora
- Jean-Claude Tiercelet: Un periodista
- Barbara Blanche
- Dominique Lestournel.